# Lead
Lead lub lid (wym. [li:d]; ang. lead – prowadzić, być na czele, przodować) – pierwszy graficznie wyodrębniony akapit tekstu, przede wszystkim artykułu prasowego, następujący bezpośrednio po tytule lub podtytule. Jego celem jest wprowadzenie czytelnika w zagadnienie, dlatego zazwyczaj podaje w formie skróconej najistotniejsze informacje, a często także i konkluzje, dając czytelnikowi poczucie zrozumienia tematu tekstu.
Zazwyczaj podsumowuje najważniejszy wątek tekstu dla tych czytelników, którzy nie chcą wnikać w szczegóły; może też odpowiadać na podstawowe pytania: kiedy, kto, co, z jakim skutkiem, ewentualnie na wszystkie pytania tzw. 5W + H. Wraz z tytułem i otwarciem stanowią najważniejsze elementy tekstu pisanego. Podręczniki stylu sugerują, by lead był krótki i zawierał zazwyczaj nie więcej niż dwa lub trzy zdania (około 25 słów).
Do polszczyzny termin trafił z języka angielskiego dzięki badaniom medioznawczym.

## Zawartość
Niektóre podręczniki stylu dziennikarskiego sugerują, by w leadzie zawrzeć 80% najważniejszych informacji, jakie znajdują się w całym tekście. Jednocześnie jednak sugerują, by był dość enigmatyczny, by przyciągnął uwagę czytelnika i skłonił go do przeczytania całego artykułu. Z tego względu treść leadu bywa powtarzana w innych miejscach czasopisma, na przykład jako streszczenie tekstu w spisie treści lub w zapowiedzi.
Pod względem treściowym niektórzy autorzy wyodrębniają rozmaite formy leadu, na przykład lead pojedynczy (stanowiący pomost między tytułem tekstu a jego treścią), informacyjny (podsumowujący tekst), anegdotyczny (zawierający zwięzłą anegdotę wprowadzającą w temat) czy pytający (zawierający pytanie, na które autor ma zamiar odpowiedzieć w tekście). Osobną kategorią jest, występujący często w prasie brukowej, tzw. lead z trzaskiem albo dramatyczny, czyli wprowadzenie w tonie sensacyjnym, często budujące nadmierne oczekiwania wobec tekstu za pomocą wyolbrzymień. Z kolei pod względem formalnym lead można zaliczyć do obudowy intertekstualnej tekstu prasowego, obok takich elementów jak tytuł, informacje o rozmówcach, nazwiska dziennikarza czy biogramu rozmówcy.

## Forma graficzna
Wyodrębnienie graficzne leadu najczęściej przyjmuje formę wytłuszczenia lub kursywy, choć w niektórych czasopismach stosuje się zamiast nich odstęp lub inne wyróżniki graficzne. Ze względu na jego wyróżnienie graficzne w leadzie dopuszczalne jest opuszczenie części znaków interpunkcyjnych.